# Илия Димовски
Илия Стефов Димовски, известен като Гоче (на македонска литературна норма: Илија Стефов Димовски - Гоче), е гръцки комунистически деец, участник в Гражданската война.

## Биография
Димовски е роден в 1908 година в село Статица, Костурско, тогава в Османската империя, днес Мелас, Гърция. Става член на ВМРО (обединена), заради което е преследван и интерниран. През Втората световна война е командир на партизански отряд и комисар на Леринско-костурския македонски батальон на ЕЛАС. В края на август 1944 година организира и участва в изтезанията и убийствата на българи от леринското село Прекопана и костурското Черешница край селските гробища в Поздивища. Българите са изправени пред прясно изкопан гроб, прегърнати извикват „Да живее България, България ке дойде!“, след което са застреляни с картечница, а Илия Димовски стреля с пистолет в главите им контролно.
Комисар е на Леринско-костурския македонски народоосвободителен батальон, а сетне командир на Първата егейска ударна бригада и на батальон на ДАГ в Гражданската война. След войната емигрира в Югославия.
Умира в Скопие на 26 юни 1961 година.